# NGC 514
NGC 514は、うお座の方角に約1億光年の位置にある中間渦巻銀河である。HII領域を持つ。